# Kanton Allevard
Der Kanton Allevard war bis 2015 ein französischer Wahlkreis im Arrondissement Grenoble, im Département Isère und der Region Rhône-Alpes. Sein Hauptort war Allevard; Vertreter im conseil général des Départements war zuletzt von 2008 bis 2015 Philippe Langenieux-Villard (DVD).
Der Kanton umfasste sechs Gemeinden:
| Gemeinde            | Einwohner Jahr | Fläche km² | Bevölkerungsdichte | Code INSEE | Postleitzahl |
| ------------------- | -------------- | ---------- | ------------------ | ---------- | ------------ |
| Allevard            | 4006 (2013)    | 25,63 \|   | 156 Einw./km²      | 38006      | 38580        |
| La Chapelle-du-Bard | 535 (2013)     | 27,71 \|   | 19 Einw./km²       | 38078      | 38580        |
| Crêts en Belledonne | 3335 (2013)    | 27,09 \|   | 123 Einw./km²      | 38439      | 38830        |
| La Ferrière         | 231 (2013)     | 54,33\|    | 4 Einw./km²        | 38163      | 38580        |
| Le Moutaret         | 240 (2013)     | 5,29       | 45 Einw./km²       | 38268      | 38580        |
| Pinsot              | 196 (2013)     | 24,27      | 8 Einw./km²        | 38306      | 38580        |